# تسویکاو

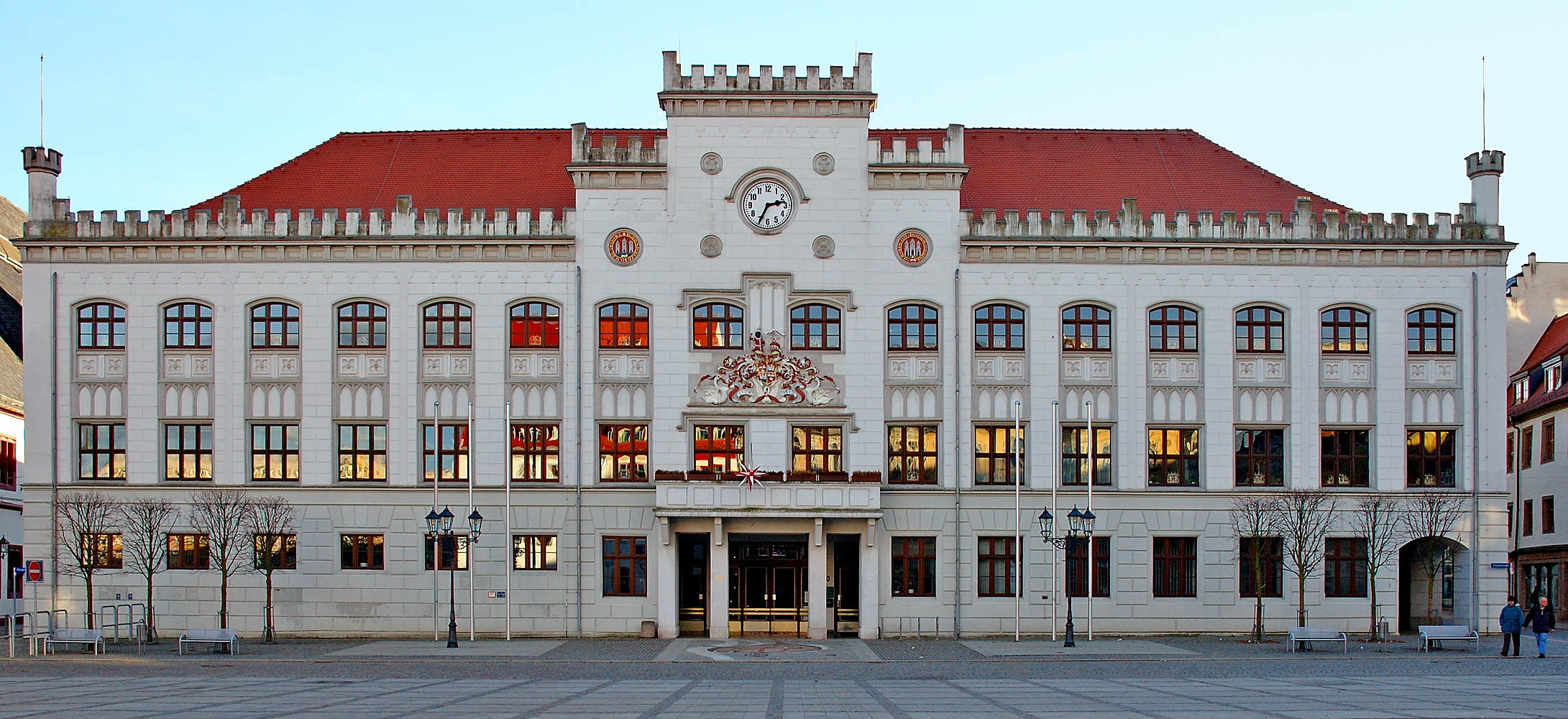
ساختمان شهرداری تسویکاو

تسویکاو یا زویکاو (به آلمانی: Zwickau) نام شهری است در آلمان. این شهر در ایالت زاکسن (ساکسونی) و در دره‌ای در پای کوه‌های ارتس قرار دارد. تسویکاو در کرانهٔ سمت چپ رود تسویکاور مولده، در ۱۳۰کیلومتری جنوب غربی درسدن، در جنوب لایپزیگ و در جنوب غربی کمنیتس قرار دارد. جمعیت آن کمی بیشتر از ۹۰٬۰۰۰ نفر است.